# Моль (Алье)
Моль (фр. Molles) — коммуна во Франции, находится в регионе Овернь. Департамент коммуны — Алье. Входит в состав кантона Южный Кюссе. Округ коммуны — Виши.
Код INSEE коммуны — 03174.

## Население
Население коммуны на 2008 год составляло 802 человека.
| 1962 | 1968 | 1975 | 1982 | 1990 | 1999 | 2008 |
| ---- | ---- | ---- | ---- | ---- | ---- | ---- |
| 723  | 737  | 687  | 688  | 732  | 709  | 802  |

## Экономика
В 2007 году среди 513 человек в трудоспособном возрасте (15—64 лет) 382 были экономически активными, 131 — неактивными (показатель активности — 74,5 %, в 1999 году было 74,5 %). Из 382 активных работали 353 человека (183 мужчины и 170 женщин), безработных было 29 (10 мужчин и 19 женщин). Среди 131 неактивных 29 человек были учениками или студентами, 64 — пенсионерами, 38 были неактивными по другим причинам.